# 소르빈산
소르빈산(sorbic acid)은 대표적인 합성 보존료이며, 가공식품의 보존에 흔히 사용된다. 벤조산과 그 염과 함께 대표적인 합성 보존료로 꼽히고 있다. 이 물질은 각종 미생물의 생육 억제에 효과가 있지만 살균 효과는 거의 없다. 흰색의 결정성 분말로 약간의 자극적인 냄새가 있다. 빙초산이나 다양한 유기 용매에 잘 녹는다. 식품에 사용할때는 아세트산, 젖산, 알코올 등과 혼합하여 사용하거나, 소르빈산칼륨이나 소르빈산칼슘 등과 같은 염 형태로 사용한다. 보통 그 효과는 산성일수록 강해지므로 염기로 중화된 염이라도 산성 물질과 병용하는 일이 많다.

## 같이 보기
- 솔비톨